# Fliegerführer Irak
Fliegerführer Irak, também conhecida por Sonderkommando Junck foi uma unidade da Luftwaffe durante a Segunda Guerra Mundial. Esta unidade foi enviada para o Iraque em Maio de 1941 como parte de uma missão alemã em apoio ao regime de Rashid Ali, durante a Guerra Anglo-Iraquiana. Esta missão era uma componente de um plano germânico para a Alemanha Nazi ganhar apoio no Médio Oriente contra o Reino Unido e os seus aliados durante a Segunda Guerra Mundial.